# Corydalis cristata
Corydalis cristata är en vallmoväxtart som beskrevs av Carl Maximowicz. Corydalis cristata ingår i släktet nunneörter, och familjen vallmoväxter. Inga underarter finns listade i Catalogue of Life.